# Dina Merrill
Dina Merrill, pseudonimo di Nedenia Marjorie Hutton (New York, 29 dicembre 1923 – East Hampton, 22 maggio 2017), è stata un'attrice statunitense.

## Biografia
Unica figlia del facoltoso agente di Borsa Edward Francis Hutton e dell'ereditiera Marjorie Merriweather Post, Dina Merrill trascorse un'infanzia e una giovinezza agiate a New York, dove studiò presso l'esclusiva George Washington University prima di intraprendere la carriera di attrice teatrale.
Bionda, dai tratti aristocratici, sottile ed elegante, debuttò come attrice cinematografica nel 1957 con un ruolo minore nella commedia La segretaria quasi privata (1957) di Walter Lang, interpretato da Spencer Tracy e Katharine Hepburn, e per diversi anni apparve sul grande schermo accanto ai maggiori divi dell'epoca. Tra la fine degli anni cinquanta e la prima metà degli anni sessanta l'attrice interpretò, fra gli altri, i film Come svaligiare una banca (1958) di Henry Levin, con Mickey Rooney, C'era una volta un piccolo naviglio (1959) di Norman Taurog, con Jerry Lewis, Operazione sottoveste (1959) di Blake Edwards, con Cary Grant, in cui interpretò il tenente Barbara Duran, oggetto di una corte serrata da parte del dinamico ufficiale al dettaglio Nick Holden (Tony Curtis). Seguirono film di vario genere, come Venere in visone (1960) di Daniel Mann, con Elizabeth Taylor, I nomadi (1960) di Fred Zinnemann, con Robert Mitchum, Il giardino della violenza (1961) di John Frankenheimer, con Burt Lancaster, e Una fidanzata per papà (1963) di Vincente Minnelli, in cui interpretò il ruolo della raffinata Rita Behrens, rivale di Shirley Jones e Stella Stevens nel tentativo di attirare l'attenzione del vedovo Glenn Ford.
All'inizio degli anni sessanta la Merrill intraprese una fortunata carriera sul piccolo schermo, dove avrebbe lavorato regolarmente per i successivi tre decenni. Tra i suoi primi ruoli televisivi di rilievo va ricordato quello della figlia del Dottor Gillespie (Raymond Massey) nella serie Il dottor Kildare (1962), interpretato da Richard Chamberlain, mentre nello stesso anno interpretò il ruolo di Laura nell'episodio Bonfire della serie L'ora di Hitchcock (1962) accanto a Peter Falk. Successivamente l'attrice apparve in altre serie come Gli uomini della prateria (1964), Bonanza (1966), Missione impossibile (1969), Reporter alla ribalta (1969-1970). Prese parte anche a due episodi della serie Batman (1968), in cui interpretò il ruolo della cattiva Calamity Jan accanto all'attore Cliff Robertson (Shame), all'epoca suo marito.
Anche durante gli anni settanta la Merrill prese parte ad altre serie televisive quali Cannon (1973), Marcus Welby (1973), Ellery Queen (1975), Hawaii squadra cinque zero (1976), Quincy (1976) e Love Boat (1979). Le sue ultime apparizioni sul grande schermo furono nei film Un matrimonio (1978) di Robert Altman e Dimmi quello che vuoi (1980) di Sidney Lumet. Durante gli anni ottanta fu protagonista a Broadway in un revival del musical On Your Toes di Richard Rodgers e Lorenz Hart, nel ruolo della prima ballerina Natalia Makarova, e negli anni novanta si riavvicinò in alcune occasioni al cinema, comparendo nel dramma I corridoi del potere (1991) di Herbert Ross, in I protagonisti (1992) di Robert Altman, e nell'avventuroso Il grande Joe (1998) di Ron Underwood. La sua ultima apparizione al cinema fu in Un alibi perfetto (2009) di Peter Hyams.

## Vita privata
Dina Merrill si sposò tre volte. Nel 1946 con Stanley M. Rumbough Jr., erede dell'impero industriale Colgate-Palmolive, da cui ebbe tre figli, Stanley Hutton, David Post (nato nel 1950 e morto nel 1973), e Nedenia Nina Colgate. Dopo il divorzio da Rumbough nel 1966, nello stesso anno si sposò con il collega Cliff Robertson, da cui nel 1969 ebbe la figlia Heather (morta nel 2007). Nel 1986 divorziò anche da Robertson, per sposarsi poi nel 1989 con l'attore e produttore Ted Hartley. Dina Merrill è morta a 94 anni, nel 2017, nella sua casa di East Hampton, New York. Soffriva di demenza da corpi di Lewy.

## Filmografia

### Cinema
- La segretaria quasi privata (Desk Set), regia di Walter Lang (1957)
- Come svaligiare una banca (A Nice Little Bank That Should Be Robbed), regia di Henry Levin (1958)
- C'era una volta un piccolo naviglio (Don't Give Up the Ship), regia di Norman Taurog (1959)
- Operazione sottoveste (Operation Petticoat), regia di Blake Edwards (1959)
- Catch Me If You Can, regia di Don Weis (1959)
- Venere in visone (BUtterfield 8), regia di Daniel Mann (1960)
- I nomadi (The Sundowners), regia di Fred Zinnemann (1960)
- Il giardino della violenza (The Young Savages), regia di John Frankenheimer (1961)
- Twenty Plus Two, regia di Joseph M. Newman (1961)
- Una fidanzata per papà (The Courtship of Eddie's Father), regia di Vincente Minnelli (1963)
- Lezioni d'amore alla svedese (I'll Take Sweden), regia di Frederick de Cordova (1965)
- Aru heishi no kake, regia di Keith Larsen e Koji Senno (1970)
- Running Wild, regia di Robert McCahon (1973)
- Throw Out the Anchor!, regia di John Hugh (1974)
- The Meal, regia di John Hugh (1975)
- Io sono il più grande (The Greatest), regia di Tom Griest e Monte Hellman (1977)
- Un matrimonio (A Wedding), regia di Robert Altman (1978)
- Dimmi quello che vuoi (Just Tell Me What You Want), regia di Sidney Lumet (1980)
- Anna to the Infinite Power, regia di Robert Wiemer (1983)
- Twisted, regia di Adam Holender (1986)
- Due palle in buca (Caddyshack II), regia di Allan Arkush (1989)
- Paura (Fear), regia di Rockne S. O'Bannon (1990)
- I corridoi del potere (True Colors), regia di Herbert Ross (1991)
- I protagonisti (The Player), regia di Robert Altman (1992)
- Suture, regia di Scott McGehee e David Siegel (1993)
- Open Season, regia di Robert Wuhl (1995)
- L'eredità maledetta (The Point of Betrayal), regia di Richard Martini (1995)
- Milk & Money, regia di Michael Bergmann (1996)
- Il grande Joe (Mighty Joe Young), regia di Ron Underwood (1998)
- Un amore speciale (The Other Sister), regia di Garry Marshall (1999)
- Shade - Carta vincente (Shade), regia di Damian Nieman (2003)
- Un alibi perfetto (Beyond a Reasonable Doubt), regia di Peter Hyams (2009)

### Televisione
- Four Star Playhouse – serie TV, 1 episodio (1955)
- Playwrights '56 – serie TV, 2 episodi (1956)
- The Phil Silvers Show – serie TV, 2 episodi (1956)
- Climax! – serie TV, episodio 4x31 (1958)
- Playhouse 90 – serie TV, 1 episodio (1958)
- Sunday Showcase – serie TV, 2 episodi (1959)
- Westinghouse Desilu Playhouse – serie TV, episodio 2x16 (1960)
- The DuPont Show of the Month – serie TV, episodi 3x02-4x01 (1959-1960)
- Hong Kong – serie TV, episodio 1x19 (1961)
- The United States Steel Hour – serie TV, 1 episodio (1961)
- Westinghouse Presents: The Dispossessed – film TV (1961)
- The Investigators – serie TV, episodio 1x06 (1961)
- Scacco matto (Checkmate) – serie TV, episodio 2x15 (1962)
- Il dottor Kildare (Dr. Kildare) – serie TV, 1 episodio (1962)
- The New Breed – serie TV, episodio 1x35 (1962)
- Kraft Mystery Theater – serie TV, 1 episodio (1962)
- The Dick Powell Show – serie TV, 2 episodi (1962)
- L'ora di Hitchcock (The Alfred Hitchcock Hour) – serie TV, episodio 1x13 (1962)
- The Expendables – film TV (1962)
- Undicesima ora (The Eleventh Hour) – serie TV, 1 episodio (1963)
- La legge di Burke (Burke's Law) – serie TV, episodio 1x02 (1963)
- Jackie Gleason: American Scene Magazine – serie TV, 1 episodio (1964)
- Gli uomini della prateria (Rawhide) – serie TV, episodio 6x29 (1964)
- Mickey – serie TV, 1 episodio (1964)
- The Crisis (Kraft Suspense Theatre) – serie TV, 1 episodio (1964)
- Gli inafferrabili (The Rogues) – serie TV, 2 episodi (1964-1965)
- Polvere di stelle (Bob Hope Presents the Chrysler Theatre) – serie TV, 2 episodi (1963-1965)
- Daniel Boone – serie TV, 1 episodio (1965)
- Twelve O'Clock High – serie TV, 1 episodio (1966)
- Daktari – serie TV, episodio 1x05 (1966)
- Bonanza – serie TV, episodi 8x04-8x05 (1966)
- ABC Stage 67 – serie TV, episodio 1x15 (1967)
- I giorni di Bryan (Run for Your Life) – serie TV, episodio 2x26 (1967)
- Batman – serie TV, 3 episodi (1968)
- The Sunshine Patriot – film TV (1968)
- Seven in Darkness – film TV (1969)
- Missione impossibile (Mission: impossible) – serie TV, 2 episodi (1969)
- The Lonely Profession – film TV (1969)
- Reporter alla ribalta (The Name of the Game) – serie TV, 2 episodi (1969-1970)
- Il virginiano (The Virginian) – serie TV, episodio 9x18 (1971)
- Medical Center – serie TV, 1 episodio (1971)
- I nuovi medici (The Bold Ones: The New Doctors) – serie TV, 1 episodio (1971)
- Mr. and Mrs. Bo Jo Jones – film TV (1971)
- F.B.I. – serie TV, 2 episodi (1965-1972)
- Family Flight – film TV (1972)
- The Letters – film TV (1973)
- Mistero in galleria (Night Gallery) – serie TV, 1 episodio (1973)
- Cannon – serie TV, 1 episodio (1973)
- Marcus Welby (Marcus Welby, M.D.) – serie TV, 1 episodio (1973)
- La strana coppia (The Odd Couple) – serie TV, 1 episodio (1974)
- Ellery Queen – serie TV, episodio 1x05 (1975)
- Switch – serie TV, 1 episodio (1975)
- Kingston: dossier paura (Kingston: Confidential) – serie TV, 1 episodio (1976)
- Hawaii squadra cinque zero (Hawaii Five-O) – serie TV, 1 episodio (1976)
- Quincy (Quincy, M.E.) – serie TV, 1 episodio (1976)
- Nel tunnel dei misteri con Nancy Drew e gli Hardy Boys (The Hardy Boys/Nancy Drew Mysteries) – serie TV, 1 episodio (1977)
- Radici - Le nuove generazioni (Roots: the Next Generations) – serie TV, 1 episodio (1979)
- The Tenth Month – film TV (1979)
- Love Boat (The Love Boat) – serie TV, 2 episodi (1979)
- Matt e Jenny (Matt and Jenny) – serie TV, 1 episodio (1980)
- The Brass Ring – film TV (1983)
- Il brivido dell'imprevisto (Tales of the Unexpected) – serie TV, 1 episodio (1984)
- A passo di fuga (Hot Pursuit) – serie TV, 12 episodi (1984)
- The Alan King Show – film TV (1986)
- Hotel – serie TV, 3 episodi (1984-1986)
- Tre minuti a mezzanotte (Turn Back the Clock) – film TV (1989)
- La signora in giallo (Murder, She Wrote) – serie TV, episodi 6x19-8x14 (1990-1992)
- Incesto - La vergogna negli occhi (Not in My Family) – film TV (1993)
- La tata (The Nanny) – serie TV, 1 episodio (1995)
- Pappa e ciccia (Roseanne) – serie TV, 1 episodio (1996)
- Something Borrowed, Something Blue – film TV (1997)
- Mr. Chapel (Vengeance Unlimited) – serie TV, 1 episodio (1998)
- A Chance of Snow – film TV (1998)
- 100 Centre Street – serie TV, 1 episodio (2001)
- The Magnificent Ambersons – film TV (2002)
- Glow - La casa del mistero (The Glow) – film TV (2002)

## Riconoscimenti
- Hamptons International Film Festival
  - 1998 – Premio speciale

## Doppiatrici italiane
Nelle versioni in italiano delle opere in cui ha recitato, Dina Merrill è stata doppiata da:
- Maria Pia Di Meo in C'era una volta un piccolo naviglio, Operazione sottoveste
- Micaela Giustiniani in Venere in visone, I nomadi
- Rosetta Calavetta in Il giardino della violenza, Una fidanzata per papà
- Ria Saba in La segretaria quasi privata
- Lucia Catullo in Un matrimonio
- Annarosa Garatti in Batman
- Valeria Valeri in Ellery Queen
- Flaminia Jandolo in Due palle in buca
- Franca Lumachi in Paura
- Cristina Grado in La signora in giallo (ep. 6x19)
- Mirella Pace in La signora in giallo (ep. 8x14)
- Aurora Cancian in La tata